# Mattias Markusson
Mattias Markusson (* 10. April 1996 in Stockholm) ist ein schwedischer Basketballspieler.

## Werdegang
Markussons Heimatverein ist Alvik Basket nahe Stockholm. In der Saison 2014/15 gab er für KFUM Jämtland Basket seinen Einstand in der ersten schwedischen Liga, Basketligan. Er verließ Schweden 2016, um an der Loyola Marymount University im US-Bundesstaat Kalifornien zu studieren und Basketball zu spielen. Markusson bestritt bis 2021 insgesamt 113 Spiele für die Hochschulmannschaft und kam auf Mittelwerte von 7,8 Punkten und 5,1 Rebounds je Begegnung. In der Saison 2019/20 nahm er aus persönlichen Gründen nicht am Wettkampfbetrieb teil.
Im Spieljahr 2021/22 stand der Schwede beim tschechischen Erstligisten BK Opava unter Vertrag, brachte es in 50 Ligaeinsätzen auf Mittelwerte von 14,4 Punkten (67,4 Prozent Feldwurftrefferquote) und 11,3 Rebounds (Ligahöchstwert). In der Sommerpause 2022 wurde er vom französischen Zweitligaverein Élan Chalon verpflichtet. Mit Chalon stieg er 2023 in die erste Liga auf. Er spielte bis Ende Januar 2024 für die Mannschaft und wechselte dann zum Zweitligisten Fos Provence Basket.
Markusson nahm in der Sommerpause ein Angebot der polnischen Mannschaft MKS Dąbrowa Górnicza an. In der Saison 2024/25 brachte er es dort auf Durchschnittswerte von 12,3 Punkten und 9 Rebounds. Im Sommer 2025 ging er nach Frankreich zurück und schloss sich dem Zweitligaverein Chorale Roanne Basket an.

### Nationalmannschaft
Markusson war schwedischer Nationalspieler in den Altersbereichen U16, U17, U18 und U20. Im August 2021 bestritt er sein erstes Länderspiel für die Herrennationalmannschaft.